# Луїджі Фаджолі

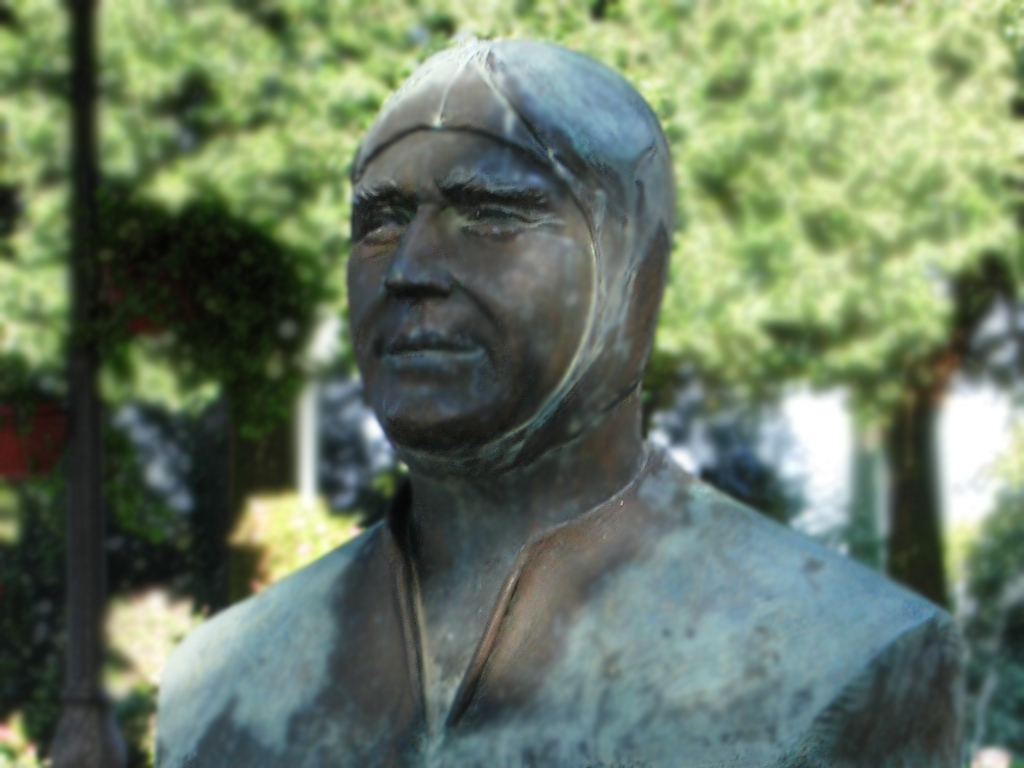
Бюст Луїджі Фаджолі у рідному місті

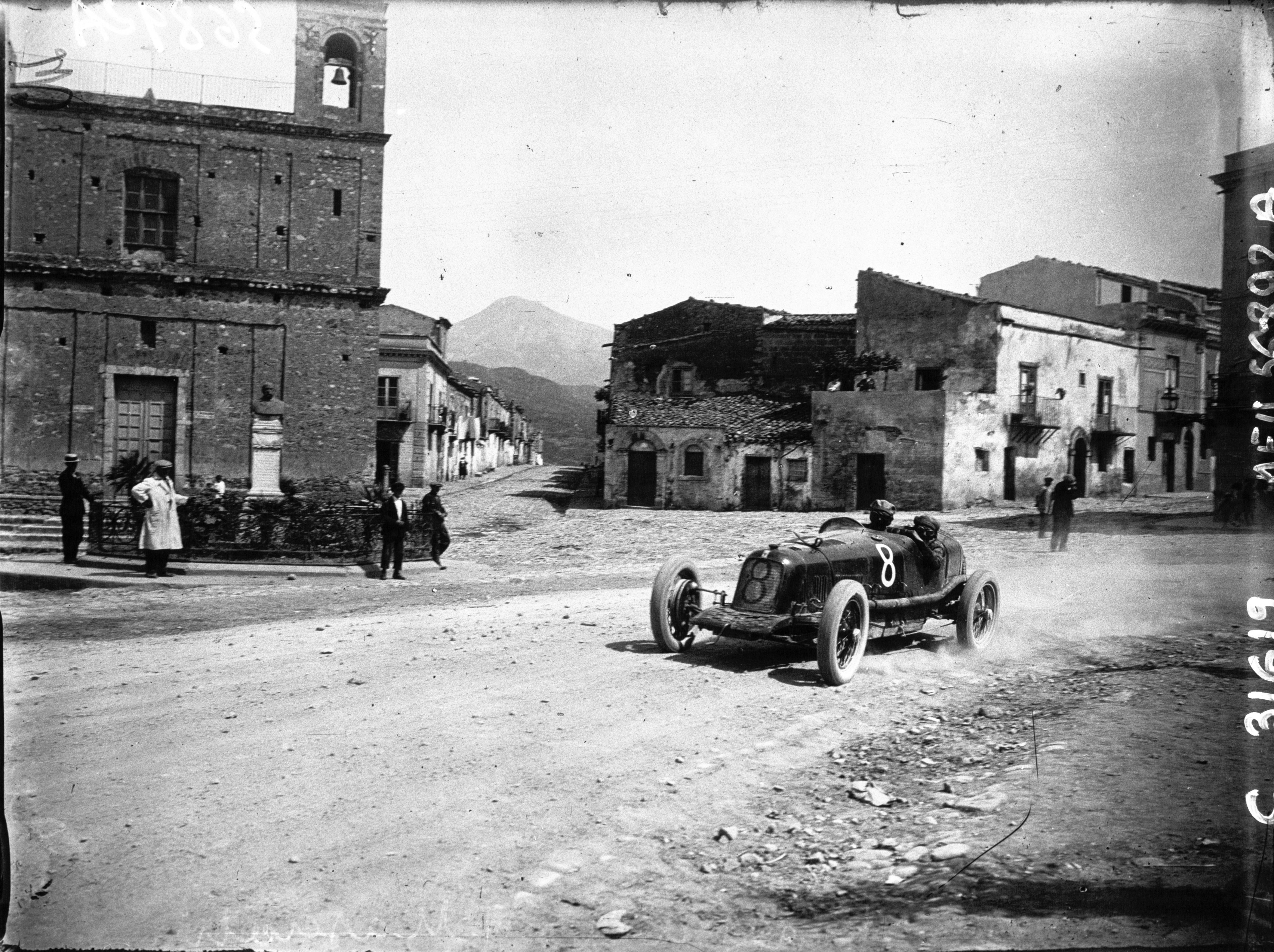
Луїджі Фаджолі на Targa Florio. 1928

Луїджі Фаджолі (італ. Luigi Cristiano Fagioli; 9 червня 1898, Озімо, Королівство Італія — 20 червня 1952, Монте-Карло, Монако, після аварії на Mille Miglia) — італійський автогонщик. Бронзовий медаліст першого сезону Формули-1, срібний медаліст чемпіонату Європи 1935.

## Життєпис
Після війни почав брати участь у змаганнях з підйому на пагорб, спортивних авто. Почав брати участь у гонках з 1926, завдяки першим перемогам потрапив до команди Maserati. У квітні 1931 на Гран-прі Монако до останнього боровся за перемогу з Луїсом Широном на Bugatti Type 51. На гонках у Монца він переміг Широна, Акілле Варці, Таціо Нуволарі, 1932 переміг на Гран-Прі Риму, що дозволило перейти до Alfa Romeo/ (1933). На Alfa Romeo Tipo B P3 переміг у Кубку Ачербо, Гран-Прі Комменж, Італії. Це дозволило 1934 перейти до фаворита гонок, команду Мерседес. У ній він переміг у Кубку Ачербо, Гран-прі Італії, Іспанії, Кубку Ласарте. Фаджолі був знаний своєю гарячою вдачею на трасі, запальним характером, що проявився у напружкних відносинах з механіками, керівництвом команди. Це не завадило йому 1935 перемогти у Гран-Прі Монако, Барселони, гонку АФУС у Берліні. По результатам року він став віце-чемпіоном Європи і перейшов наприкінці 1936 до основного конкурента команди Мерседес - команди Auto Union. Відносини з Рудольфом Караччіолою загострились настільки, що у Триполі Фаджолі розпочав з ним бійку. Незабаром через загострення ревматизму він змушений був ходити з паличкою і покинути гонки. Стан здоров'я покращився після завершення світової війни і 52-річний Фаджолі приєднався до команди Alfa Romeo (1950). У шести гонках п'ять разів побував на подіумі, що дозволило зайняти третє місце FIA у чемпіонаті світу. Завершального року своїх виступів 1951 він виграв Гран-Прі Франції, ставши найстаршим переможцем Гран-Прі.
Він підписав 1952 контракт з Lancia на участь у гонках спортивних автомобілів і був дуже гордий собою не за третє місце у Mille Miglia, а тим що обійшов Рудольфа Караччіолу. На тренуванні Гран-Прі Монте Карло у тунелі він врізався у колону і вилетів з машини. Його перевезли непритомним до лікарні з переламаними рукою і ногою. Через чотири дні він прийшов до свідомості і, здавалось, почав поправлятись, але через три тижні в нього відмовила нервова система і він помер у віці 54 років.

## Результати у Чемпіонаті Європи (AIACR)
| Рік  | Команда      | Автовиробник  | 1        | 2        | 3        | 4        | 5     | Місце | Очки |
| ---- | ------------ | ------------- | -------- | -------- | -------- | -------- | ----- | ----- | ---- |
| 1931 | Maserati     | Maserati      | ITA      | FRA сход | BEL      |          |       | 46=   | 22   |
| 1932 | Maserati     | Maserati      | ITA 2    | FRA      | DEU      |          |       | 7     | 18   |
| 1935 | Daimler-Benz | Mercedes-Benz | BEL 2    | DEU 6    | CHE 2    | ITA сход | ESP 2 | 2     | 17   |
| 1936 | Daimler-Benz | Mercedes-Benz | МОН сход | DEU 5    | CHE сход | ИТА      |       | 14=   | 26   |
| 1937 | Auto Union   | Auto Union    | BEL      | DEU      | МОН      | CHE 7    | ITA   | 20=   | 36   |